# ابومنصور نزار العزیزبالله
ابومنصور نزار العزیزبالله (نام کامل وی: العزیز بالله نزار بن معد بن إسماعیل) (۳۴۴ ه/۹۵۵ م – ۲۸ رمضان ۳۸۶ ه/۱۵ اکتوبر ۹۹۶ م) پنجمین خلیفه از خلفای فاطمی و هشتمین سلطان از سلطان‌های مصر و پانزدهمین امام از امامان مذهب شیعه اسماعیلی بود.
او خطبه به نام خلیفه عباسی در یمن را متوقف ساخت، و از آن پس خطبه در آن سرزمین به نام خلیفه فاطمی گفته شد. او به فرماندگی جوهر صقلی به ضد سپاه آپتکین تاخت و در سال ۳۶۸ هجری بر دمشق چیره شد.

## بناهای ساخته شده به امر وی
به دستور او، دانشگاه الازهر در قاهره که چند سال قبل آغاز به ساخت شده بود تکمیل شد، همچنین کتابخانه‌ای در قاهره و اسکندریه ساخته شد. 
همچنین مسجد حاکم بأمرالله نیز به امر او ساخته شد که هنوز باقی است.

## درگذشت
العزیز در سال ۹۹۶ میلادی درگذشت و پسرش حاکم بأمرالله به خلافت رسید.